# Amphiprion frenatus
Amphiprion frenatus, tên thông thường là cá khoang cổ đỏ, là một loài cá hề thuộc chi Amphiprion trong họ Cá thia. Loài này được mô tả lần đầu tiên vào năm 1856.

## Từ nguyên
Tính từ định danh của loài trong tiếng Latinh có nghĩa là "có đeo dây cương", hàm ý đề cập đến dải sọc trắng ngay sau mắt của chúng.

## Phạm vi phân bố và môi trường sống
Từ vùng biển phía nam Nhật Bản (bao gồm quần đảo Ogasawara), A. frenatus được ghi nhận dọc theo bờ đông Trung Quốc và trải rộng khắp Biển Đông (bao gồm cả vịnh Thái Lan ở phía tây và giới hạn đến eo biển Karimata ở phía nam); cũng được biết đến tại Palau.
A. frenatus được quan sát gần các rạn san hô ngoài khơi và trong các đầm phá ở độ sâu đến ít nhất là 15 m. Trước đây, loài cá hề này được biết là chỉ sống cộng sinh với một loài hải quỳ là Entacmaea quadricolor, nhưng trong một lần khảo sát ở Singapore, A. frenatus được nhìn thấy trong các bụi hải quỳ Heteractis magnifica, khi mà hải quỳ E. quadricolor trong khu vực đang bị tẩy trắng. Ngoài ra, nhiều cá thể A. frenatus còn sống chung lãnh thổ hải quỳ với Amphiprion ocellaris, nhưng cả hai lại không có sự tương tác với nhau.

## Mô tả

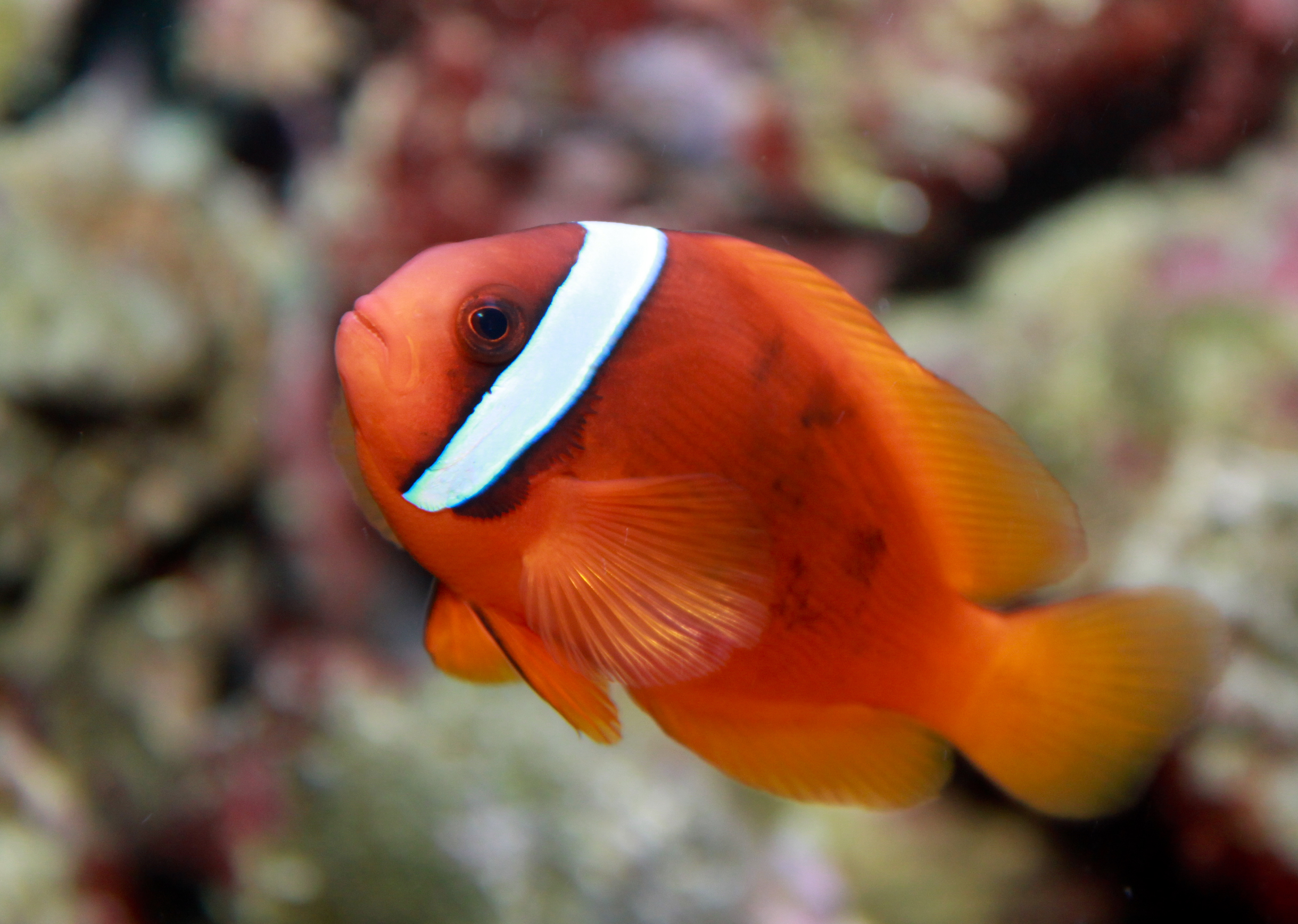
Cá đực

A. frenatus có chiều dài cơ thể tối đa được ghi nhận là 14 cm. Loài cá hề này có một dải sọc trắng ngay sau mắt. Cá cái gần như có màu đen ở hai bên thân, trừ vùng mõm, ngực, bụng và các vây là màu đỏ. Cá đực lại không có màu đen, thay vào đó là đỏ hoàn toàn và có kích thước nhỏ hơn cá cái.
So với A. frenatus, vệt sọc trắng ở Amphiprion rubrocinctus không có viền đen, còn cá đực lại có màu hơi đen ở hai bên thân; Amphiprion melanopus cũng có kiểu hình tương tự như A. frenatus nhưng lại có vây bụng và vây hậu môn màu đen.
Số gai ở vây lưng: 9–10; Số tia vây ở vây lưng: 16–18; Số gai ở vây hậu môn: 2; Số tia vây ở vây hậu môn: 13–15.

## Sinh thái học
Thức ăn của A. frenatus là động vật phù du, một số loài thủy sinh không xương sống và tảo.
A. frenatus là một loài lưỡng tính tiền nam (cá cái trưởng thành đều phải trải qua giai đoạn là cá đực) nên cá đực thường có kích thước nhỏ hơn cá cái. Một con A. frenatus cái sẽ sống thành nhóm cùng với một con đực lớn (đảm nhận chức năng sinh sản) và nhiều con non nhỏ hơn. Trứng được cá đực lớn bảo vệ và chăm sóc.

## Thương mại
A. frenatus được đánh bắt bởi những người thu mua cá cảnh.